# Liste der Monuments historiques in Les Éparges
Die Liste der Monuments historiques in Les Éparges führt die Monuments historiques in der französischen Gemeinde Les Éparges auf.

## Liste der Immobilien
| Bezeichnung                     | Beschreibung                                  | Standort                 | Kennzeichnung | Schutzstatus | Datum | Bild           |
| ------------------------------- | --------------------------------------------- | ------------------------ | ------------- | ------------ | ----- | -------------- |
| Nécropole nationale du Trottoir | französischer Soldatenfriedhof, 1915 angelegt | östlich des Ortes (Lage) | PA55000048    | Classé       | 2017  | weitere Bilder |